# Claviger handmanni
Claviger handmanni – chrząszcz z rodziny kusakowatych, podrodziny Pselaphinae. Nazwa upamiętnia P. Rudolfa Handmanna (1841–1928), który zebrał holotypowy okaz gatunku.

## Biologia
C. handmanni był znajdywany w gniazdach Lasius niger i Lasius alienus.

## Występowanie
Występuje na Bałkanach: w Bośni i Hercegowinie, Bułgarii, Grecji i Rumunii.